# Реставрационизъм
Реставрационизъмът, известен също като реституционизъм или християнски примитивизъм, е религиозна перспектива, според която ранните вярвания и практики на последователите на Исус или са били загубени, или изопачени след неговата смърт и изискват „възстановяване“. Това е възглед, който често „се стреми да коригира грешки или недостатъци в другите клонове на християнството, като се позовава на първичната църква като нормативен модел“.
Усилията за възстановяване на по-ранна и по-чиста форма на християнството често са отговор на деноминационализма. Както Рубел Шели отбелязва: „Мотивът зад всички движения за възстановяване е да разрушат стените на разделението чрез завръщане към практиката на оригиналните, същностни и универсални черти на християнската религия“. Различни групи се опитват да осъществят визията за възстановяване по различни начини; например, някои се съсредоточават върху структурата и практиките на църквата, други – върху етичния живот на църквата, а трети – върху прякото преживяване на Светия Дух в живота на вярващия. Относителната важност, придавана на идеала за възстановяване, както и степента, до която се смята, че пълното възстановяване на ранната църква е постигнато, също варират сред отделните групи.
В по-тесен смисъл, терминът „реставрационизъм“ се използва като описателен термин за несвързани реставрационистки групи, формирани по време на епохите на Великите пробуждания, като христаделфианците (от гръцки: „Братя на Христос“), сведенборгианите (т.е. „Новата църква“), ирвингяните (най-голямата от които е Новоапостолската църква), Светиите от последните дни (т.е. мормонизмът), Свидетелите на Йехова (от тетраграматона за бог), „Ла Лус дел Мундо“ (от испански: „Светлината на света“) и „Иглесия ни Кристо“ (от тагалог: „Църквата на Христос“). В този смисъл реставрационизмът се счита за едно от шестте таксономични разклонения на християнството: Източната църква, Ориенталското православие, Източноправославието, Римокатолицизмът, Протестантство и Реставрационизмът. Тези реставрационистки групи споделят убеждението, че историческото християнство е загубило истинската вяра по време на Великото отстъпление и че Църквата е трябва да бъде възстановена (т.е. реставрирана).

## Употреба на термина
„Реставрационизъм“ в смисъла на „християнски примитивизъм“ се отнася до опита да се коригират възприемани недостатъци в съвременната църква чрез използване на първичната църква като модел за възстановяване на ранното християнство. Тази концепция често се описва като „практикуване на църквата така, както се смята, че е било в Новия Завет“. Реставрационизмът се нарича още „апостолски“, тъй като се свързва с формата на християнството, следвана от Дванадесетте апостоли. Тези идеи се появяват още в ранната история на църквата, като първите следи са в трудовете на Ириней, а през Средновековието те отново изплуват в някои движения. По време на Реформацията те също намират израз, като протестанството често се разглежда като форма на християнски реставрационизъм, макар че някои негови течения, като Църквите на Христос или баптистите, са по-реставрационистки от други.

## Средновековие
Започвайки около 1470, поредица от папи се фокусират върху придобиването на пари, своята роля в италианската политика като владетели на Папската държава и властовата политика в рамките на кардиналската колегия. Реставрационизмът по това време е съсредоточен върху движения, които искат да обновят църквата, като лолардизма, Братството на общия живот, хуситите и реформите на Джироламо Савонарола във Флоренция.
Макар тези предреформационни движения да предвещават и понякога да обсъждат разрив с Рим и папската власт, те също така провокират реставрационистки движения в рамките на църквата.
Проповедници по онова време редовно критикуват делегатите на тези събори за симония, продажност, липса на целомъдрие и целибат, както и за заемането на множество бенефиции. Липсата на успех на реставрационистките движения довежда, вероятно, до Протестантската реформация.

## Протестантска реформация
Протестантската реформация възниква от стремежа да се поправи църквата и да се върне към това, което реформаторите възприемат като нейната оригинална библейска структура, вярвания и практики. Тя е мотивирана от усещането, че „средновековната църква е позволила на своите традиции да затрупат пътя към бог с такси и човешки разпоредби, като по този начин подкопае евангелието на Христос.“ В основата на Реформацията стои акцентът върху принципа „само Писанието“ (sola scriptura).
В резултат на това авторитетът на църковната традиция, която на практика е била поставена над Писанието, е отхвърлен. Реформацията не е монолитно движение, а се състои от поне три разпознаваеми поднаправления. Едното е съсредоточено в Германия, другото – в Швейцария, а третото – в Англия. Макар тези движения да споделят някои общи тревоги, всяко от тях има свои специфични акценти.
Лутеранският подход може да се опише като „реформация“, стремяща се „да реформира и очисти историческата институционална църква, като в същото време запази колкото се може повече от традицията“. Лутеранските църкви традиционно се възприемат като „главното стъбло на историческото християнско дърво“, основано от Христос и апостолите, като смятат, че по време на Реформацията, на Трентския събор, Римската църква се отклонява. Така, Аугсбургското изповедание, лутеранското изповедание на вярата, учи, че „вярата, както я изповядват Лутер и последователите му, не е нещо ново, а истинската католическа вяра, и че техните църкви представляват истинската католическа или универсална църква“. Когато лутераните предстят Аугсбургското изповедание на Карл V, императора на Свещената Римска империя, те обясняват, че „всяка статия от вярата и практиката е вярна първо спрямо Светото Писание, а след това и спрямо учението на църковните отци и съборите“.
Реформаторският подход може да бъде описан като „реставрация“, стремящ се „да възстанови същността и формата на примитивната църква, основани на библейския прецедент и пример; традицията получава малко уважение“. Докато Лутер се фокусира върху въпроса „Как да намерим прошка за греховете си?“, ранните реформаторски теолози се обръщат към Библията за модели, които могат да заменят традиционните форми и практики. Хайнрих Булингер и Мартин Буцер по-специално подчертават възстановяването на библейските модели. Жан Калвин отразява междинна позиция между Лутер и реформаторските теолози като Цвингли, акцентирайки върху библейските прецеденти за църковното управление, но като инструмент за по-ефективно проповядване на евангелието, а не като крайни цели сами по себе си.
Лутер се противопоставя на усилията да се възстановят „библейски форми и структури“, тъй като вижда човешките усилия да възстановят църквата като добри дела. Той търси „признаците на истинската църква“, но се притеснява, че фокусът върху форми и модели може да доведе до вярването, че „възстановявайки само външни форми, човек е възстановил същността“. Така Лутер смята, че възстановяването на евангелието е първата стъпка в обновяването на църквата, а не възстановяването на библейски форми и модели. В този смисъл Лутер може да бъде описан като реставрационист на евангелието, въпреки че неговият подход е много различен от този на другите реставрационисти.

### Църква на Англия и Каролински богослови
Каролинските богослови, група учени в Църквата на Англия през 1600-те години, са едни от най-примитивистки настроените фигури по време на Протестантската реформация. Действащи по време на царуването на Чарлз I и Чарлз II, те редовно се обръщат към Примитивната църква като модел за своите реформи. За разлика от много други християнски примитивисти, те не поставят тълкуването на Писанията под индивидуалното човешко разсъждение, а се придържат към херменевтичния консенсус на църковните отци, следвайки доктрината на Прима Скриптура вместо Сола Скриптура. Те не поддържат сепаратистка еклезиология, а се стремят да реформят утвърдената църква, връщайки я към нейните библейски и патристични основи. Сред известните фигури са архиепископ Уилям Лод, епископ Джереми Тейлър, дякон Николас Ферар и общността на Литъл Гидинг.

## Първо Велико пробуждане

### Методизъм
Методизмът започва през 1700-те години като християнско примитивистко движение в рамките на Църквата на Англия. Основателите му, Джон Уесли и брат му Чарлз, са висши англикански свещеници, които уважават Примитивната църква, която те дефинират като църквата преди Никейския събор. За разлика от много други християнски примитивисти, Уесли и ранните методисти не поставят тълкуването на Писанията под индивидуално човешко разсъждение, а се придържат към херменевтичния консенсус на предникейските отци. Те не приемат сепаратистката еклезиология на много примитивистки групи, а се стремят да работят в рамките на утвърдената историческа църква, връщайки я към основите на Писанието и традицията на предникейската църква.
Джон Уесли често подчертава ангажимента на методизма към Примитивната църква, като заявява: „Методизмът, наречен така, е старата религия, религията на Библията, религията на Примитивната църква, религията на Църквата на Англия“.

### Сепаратистки баптисти
Сепаратистките баптисти, движение, възникнало по време на Първото Велико събуждане, отхвърлят символите на вярата и подчертават „свободата в Духа“ и Библията като „перфектно правило“ за църквата. Те подкрепят библейски модел за църквата, но не изискват строго единодушие. Движението, особено силно в южната част на Съединените щати, подготвя основата за Реставрационното движение.

## Групи, възникнали през епохата на Второто Велико пробуждане
Идеалът за възстановяване на „примитивна“ форма на християнството става все по-популярен в Съединените щати след Американската революция. Това желание да се възстанови по-чиста форма на християнството играе роля в развитието на много групи през този период, известен като Второто Велико събуждане, включително мормоните, баптистите и шейкърите. Няколко фактора правят настроението за възстановяване особено привлекателно през този период.
- За имигрантите в началото на 19-ти век земята в Америка изглеждала непокътната, едемска и незаразена – „перфектното място за възстановяване на чистото, неопетнено и оригинално християнство“ – а църквите, привързани към традицията в Европа, изглеждали не на място в тази нова обстановка.[10]
- Новата американска демокрация също изглеждала свежа и чиста, възстановяване на вида правителство, което Бог е предвидил.[10]
- Много хора вярвали, че новата нация ще доведе до нова хилядолетна ера.
- Независимостта от традиционните църкви на Европа била привлекателна за много американци, които се наслаждавали на новата политическа независимост.[10]
- Примитивната вяра, основана само на Библията, обещавала начин да се избегнат конкурентните претенции на всички налични деноминации и да се намери уверение, че човек е прав, без сигурността на установена национална църква.[10]

Лагерните срещите подхранват Второто Велико Събуждане, което служи като „организационен процес“, създаващ „религиозна и образователна инфраструктура“ през транс-апалачския фронтир, обхващаща социални мрежи, религиозна журналистика, която осигурява масова комуникация, и църковни колежи.

### Христаделфианци
Джон Томас (12 април 1805 – 5 март 1871) е отдаден последовател на Реставрационното движение след корабокрушение по време на емиграцията си в Америка, което изяснява недостатъчните му познания относно Библията и какво ще му се случи след смъртта. Това осъзнаване го кара да посвети живота си на изучаването на Библията и да популяризира тълкувания, които се различават от основните християнски възприятия, поддържани от Реставрационното движение. По-специално той поставя под въпрос природата на човека.
Той провежда редица дебати с един от лидерите на движението, Александър Кемпбъл, относно тези теми, но в крайна сметка решава да спре, защото открива, че практиката не носи допълнителни ползи за личните му вярвания и има потенциала да създаде разделение. По-късно той решава, че спасението зависи от теологията, която той е разработил за кръщението, за да бъде ефективно за спасението, и публикува „Изповедание и отричане“ на предишната си позиция на 3 март 1847 г. Той също така е кръстен повторно.
След отричането и повторното кръщение, Джон Томас предприема проповедническо турне в Англия през юни 1848 г., включително в църкви на Реставрационното движение. Въпреки че отричането му и изключването му от църквите в Америка се съобщават в британските църковни списания, някои църкви все пак му позволяват да представи своите възприятия. Томас също печели внимание в унитаристки и адвентистки църкви с промотирането на концепцията за „независимост на мисълта“ относно тълкуването на Библията.
Чрез процес на създаване на вероизповедания и разделение, възниква движението Христаделфиани с характерни доктрини, включително адвентизъм, антитринитаризъм, вярата, че Бог е „съществен и телесен“ същност, възражение срещу военната служба, както и участие на всички членове в църквата. Една от последиците от възражението срещу военната служба е приемането на името Христаделфиани, за да се разграничат и да бъдат освободени от военна служба по време на Американската гражданска война.

### Движение на Светиите на последните дни
Привържениците на движението на Светите от последните дни вярват, че основателят Джоузеф Смит е пророк на Бог, избран да възстанови примитивната апостолска църква, основана от Исус. Както и други възстановителни групи, членовете вярват, че църквата и свещенството, установени от Исус, се оттеглят от Земята след края на апостолската ера и преди Първия вселенски събор в Никея през 325 г.
За разлика от другите реформатори, които основават движенията си на собствените си тълкувания на Библията, Джоузеф Смит и Оливър Кауърди твърдят, че са посетени от Йоан Кръстител, за да получат Аароновото свещенство. Това възстановяване дава на членовете правото да получават откровения от Бог, за да възстановят оригиналната апостолска организация, изгубена след събитията от Новия завет. Според Алън и Хюз, „Няма група, която да е използвала езика на „възстановяване“ по-последователно и ефективно от [Светите от последните дни]... ранните мормони изглеждат обсебени от възстановяването на древната Божия църква.“
Според Смит, Бог му се явява през 1820, инструктирайки го, че вероизповеданията на църквите по това време са корумпирани. В допълнение към възстановяването на примитивната църква, Смит твърди, че получава нови и постоянни откровения. През 1830 той публикува „Книгата на Мормон“, като той и свидетелите обявяват, че това е превод чрез божествени средства от Златните плочи, които той получава от ангел.
Най-голямата и най-известна църква в движението на Светиите от Последните дни е Църквата на Исус Христос на светиите от последните дни (LDS), следвана от Общността на Христос (бивша RLDS) и десетки други деноминации. Членовете на Църквата на LDS вярват, че, в допълнение към това, че Смит е първият пророк, назначен от Исус в „последните дни“, всеки последващ апостол и президент на църквата също изпълнява ролята на пророк, гледач и откровител.
Някои от Църквите на Христос приписват реставрационния характер на движението на Светиите от Последните дни на влиянието на Сидни Ригдън, който е бил свързан с Кампбеловото движение в Охайо, но го напуска и става близък приятел на Джоузеф Смит. Нито мормоните, нито ранните лидери на Реставрационното движение изобретяват идеята за „реставрация“; тя е популярна тема от времето, която се развива независимо от тях и мормонизмът и Реставрационното движение представляват различни изрази на тази обща тема.
Двете групи имат много различни подходи към идеала за реставрация. Кампбеловото движение го съчетава с рационализма на Просвещението, „изключвайки емоционализма, спиритуализма или каквито и да е други явления, които не могат да бъдат подкрепени с рационални апели към библейския текст“. Движението на Светиите от Последните дни го съчетава с „духа на деветнадесетвековния романтизъм“ и, като резултат, „не се стреми да възстанови формите и структури на древната църква като цели сами по себе си“, а „се стреми да възстанови златния век, записан както в Стария, така и в Новия завет, когато Бог влезе в човешката история и общуваше директно с човечеството“. Мормоните отдават приоритет на настоящото откровение. Примитивните обичаи като „определени времена“ като събота са вторични спрямо продължаващото откровение, подобно на прогресивното откровение, прилагано от някои нереставрационни християнски теолози.
„Великото отстъпление“, или загубата на оригиналната църква, която Исус е създал, е цитирано с исторически доказателства за промени в християнското учение през времето, писания, които пророкуват за идващото отстъпление преди последните дни (особено 2 Солуняни 2:1 – 3, 2 Тимотей 4:3 – 4 и Амос 8:11 – 12) и корупция в ранните църкви, която води до необходимостта от Протестантската реформация, която се счита за важна стъпка към развитието на защитените свободи и реч, необходими за да бъде възможно пълната реставрация.

## Други групи от деветнадесети век

### Библейски изследователи
През 1870-те години група за изучаване на Библията, ръководена от Чарлс Тейз Ръсел, се формира в това, което по-късно се нарича движение на Библейските изследователи. Конгрегациите на Ръсел не го считат за основател на нова религия, а за човек, който помага в ресторацията на истинското християнство от апостасията, която Исус и апостол Павел предсказват. Те вярват, че другите църкви са се отклонили в голяма апостасия от оригиналната вяра по основни въпроси, и че оригиналната вяра може да бъде възстановена чрез обикновено буквално тълкуване на Библията и искрено ангажиране с нейното следване. Те се фокусират върху няколко ключови доктринални точки, които смятат за връщане към „първичното християнство“, произтичащи от тяхното тълкуване на Библията, включително активна прозелитизъм; строг неутралитет в политическите въпроси; въздържание от война; вяра в неизбежното проявление на Божието царство на Земята и отхвърляне на триединството, безсмъртието на душата и определението на Ада като място на вечни мъки.

#### Свитеделите на Йехова
Свидетелите на Йехова се утвръждават като отделна религиозна организация, като запазват контрола върху Обществото на Библията и трактатите на Ръсел (Watch Tower) и други корпорации. Те продължават да развиват доктрини, които смятат за подобрено възстановяване на християнството от първи век, включително засилено подчертаване на използването на Йехова като лично име на Бог.